# نوویاپاروو
نوویاپاروو (انگلیسی: Novoyapparovo) یک شهرک در شهرستان داولکانوفسکی در استان باشقیرستان کشور روسیه است.